# Türnich
Türnich ist ein Stadtteil der Stadt Kerpen im Rhein-Erft-Kreis in Nordrhein-Westfalen.

## Geschichte
Türnich bildete zusammen mit Balkhausen eine Unterherrschaft im Herzogtum Jülich, die bis zum Ende des 18. Jahrhunderts bestand. Die Grundherrschaft hatte das Stift Essen.
Von 1798 bis 1814 stand Türnich unter französischer Herrschaft. Während dieser Zeit wurde nach französischem Vorbild die Mairie Türnich eingerichtet, die zum Kanton Kerpen im Arrondissement Köln des Rur-Departements gehörte. Nachdem das Rheinland 1814 an Preußen gefallen war, wurde aus der Mairie die preußische Bürgermeisterei Türnich, die 1816 zum neuen Kreis Bergheim kam und nur aus der Gemeinde Türnich am Westrand der Ville bestand.
Das Köln-Gesetz schlug am 1. Januar 1975 die Gemeinde der heutigen Stadt Kerpen zu. Zur Gemeinde Türnich gehörten bis 1974 die Orte Türnich, Balkhausen, Brüggen, Neu-Bottenbroich, Habbelrath und Grefrath. Habbelrath und Grefrath sind seit dem 1. Januar 1975 Stadtteile von Frechen. Bis zu dieser Zeit war die Rheinbraun AG größter Arbeitgeber der Gemeinde.

## Wirtschaft
Direkt an der Bundesstraße 264 (Düren – Köln) wurde ein 88,56 ha großes Gewerbe- und Industriegebiet durch die Stadt Kerpen und die RWE Power AG errichtet. Es grenzt direkt an zwei bestehende Gebiete mit insgesamt 55,12 ha Fläche.

## Kulturdenkmäler

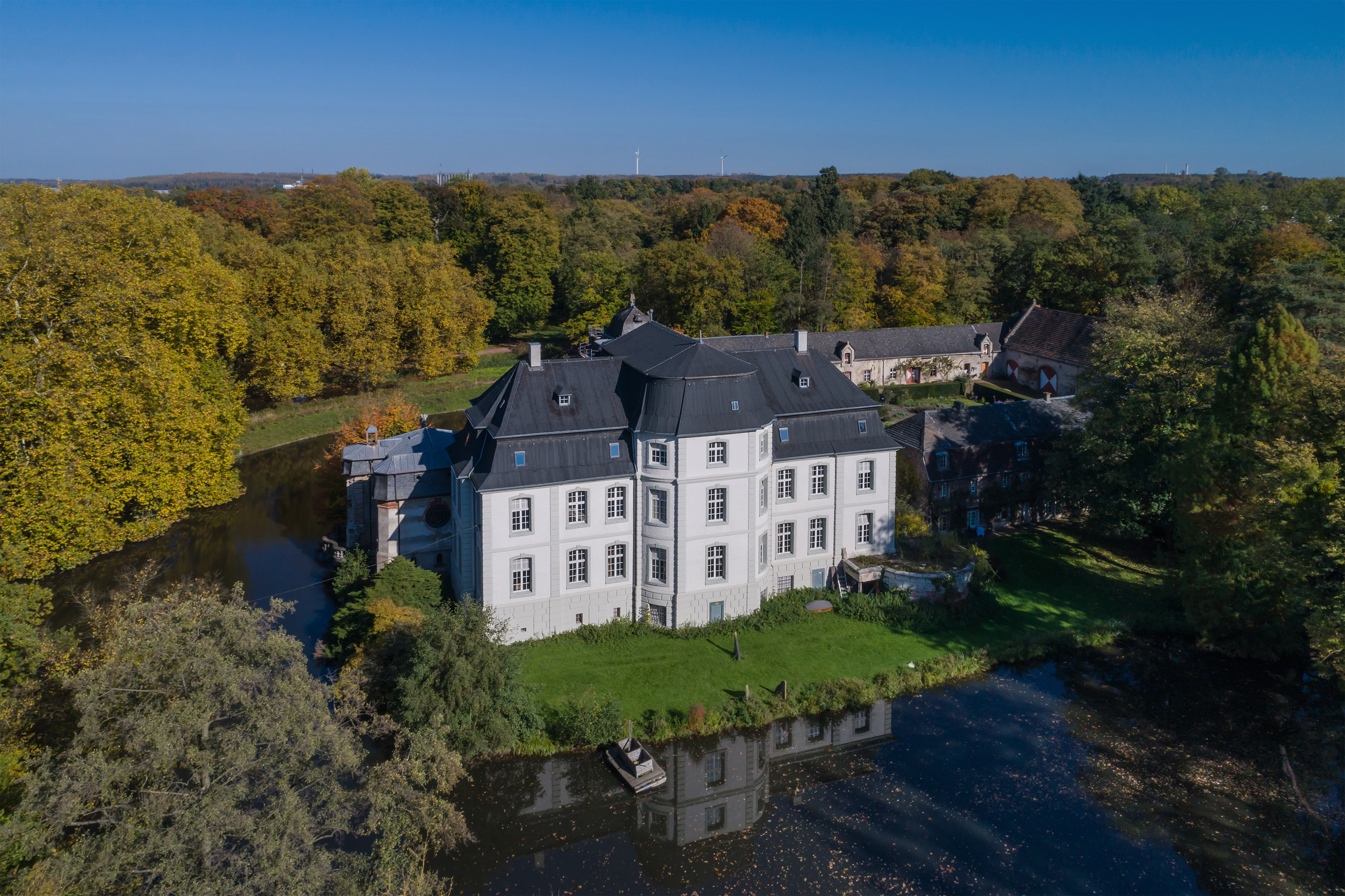
Schloss Türnich

Sehenswert ist das in den Jahren 1757 bis 1763 erbaute barocke Schloss Türnich mit seinem Schlosspark. Dort sind zahlreiche Steine des Künstlers Marko Pogačnik aufgestellt. In der Vorburg befindet sich eine frei zugängliche Präsenzbibliothek, deren Bestände bis in das Jahr 1590 zurückreichen.
Das historische Rathaus ist heute ein Wohn- und Geschäftshaus.

## Verkehr
Die VRS-Buslinien 911, 955 und 977 der Rhein-Erft-Verkehrsgesellschaft verbinden den Ort mit Kerpen, Brüggen, Sindorf, Horrem und Erftstadt. Zusätzlich verkehren einzelne Fahrten der auf die Schülerbeförderung ausgerichteten Linien 944 und 974.
| Linie | Verlauf |
| ----- | --- |
| 911   | Brüggen – Balkhausen – Türnich – Kerpen – Sindorf                                                                 |
| 944   | Brüggen – Balkhausen – Türnich – Horrem Bf / Horrem Markt – Sindorf                                               |
| 955   | Horrem Bf – Türnich – Balkhausen – Brüggen – Kierdorf – Köttingen – Liblar – Erftstadt Bf – Bliesheim – Lechenich |
| 974   | Stadtverkehr Erftstadt                                                                                            |
| 977   | Erftstadt Bf – Liblar – Frauenthal – Köttingen – Kierdorf – Brüggen – Balkhausen – Türnich – Frechen Rathaus      |

## Sonstiges
- Türnich hat ein großes Freibad mit Sportbecken (50 mal 20 Meter)
- Es gibt zahlreiche Vereine. Darunter den Turn- und Sportverein TV Alpenglühn Balkhausen 1900 oder den Alumni der Hochbegabten-Stiftung der Kreissparkasse Köln
- In der Rosentalstraße befindet sich die örtliche zweizügige Grundschule.